# Armavia
Armavia (armenisch Արմավիա) war die größte armenische Fluggesellschaft mit Sitz in Jerewan und Basis auf dem Flughafen Jerewan.

## Geschichte
Die Firma wurde 1996 gegründet, aber der Flugbetrieb wurde erst 2001 aufgenommen. Im Jahr 2002 ging Armavia eine Allianz mit Siberia Airlines (heute: S7 Airlines) ein, die 70 % des Aktienpakets von Armavia übernahm, während die restlichen Anteile bei armenischen Investoren verblieben. Im Oktober 2002 übernahm die Firma ihren ersten Airbus A320.
Im August 2003 folgte ein zweiter Airbus, außerdem übernahm Armavia Routen vom staatlichen Unternehmen Armenian Airlines, das Insolvenz anmeldete. Anschließend erwarb Armavia ein Monopol von der armenischen Regierung für bestimmte lukrative Routen (beispielsweise Jerewan–Moskau). Im Gegenzug verpflichtete sich Armavia, heimische Arbeitskräfte zu beschäftigen, die Zahl der angebotenen Flüge nicht zu reduzieren und dem Staat eine jährliche Gebühr von einer Million US-Dollar zu bezahlen. Am 1. Januar 2005 übernahm Armavia weitere Routen von Armenian International Airways, wodurch Armavia zum größten Luftfahrtunternehmen Armeniens aufstieg.
2005 erwarb der russische Multimillionär armenischer Abstammung Michail Baghdasarow (eigentlich Baghdasarjan, armenisch Բաղդասարյան) die 70 % der Anteile von Siberia Airlines. Baghdasarow wird nachgesagt, dass er gute Kontakte zum mächtigen armenischen Präsidenten Sersch Sargsjan pflegt. Die Kritik der Weltbank an der Monopolstellung Armavias, der zufolge die Preise überhöht seien, wurde von den Behörden auch mit dem Argument zurückgewiesen, dass Armavia für die nationale Sicherheit von Bedeutung sei, da im Falle eines Wiederaufflammens des Konfliktes in Bergkarabach Armavia im Gegensatz zu ausländischen Anbietern die Flüge nicht einstellen würde.
Im Jahr 2011 war Armavia weltweiter Erstkunde des Suchoi SSJ 100-95, im Juli 2012 wurde jedoch bekanntgegeben, dass man den zweiten bestellten Superjet nicht abnehmen werde.
Ende März 2013 stellte Armavia den gesamten Flugbetrieb ein.

## Flugziele
Armavia bot zuletzt internationale Flüge an, die Ziele innerhalb des deutschsprachigen Raumes variierten saisonbedingt (Köln/Bonn, Frankfurt, Berlin-Tegel, Düsseldorf, Wien, Amsterdam).

## Flotte

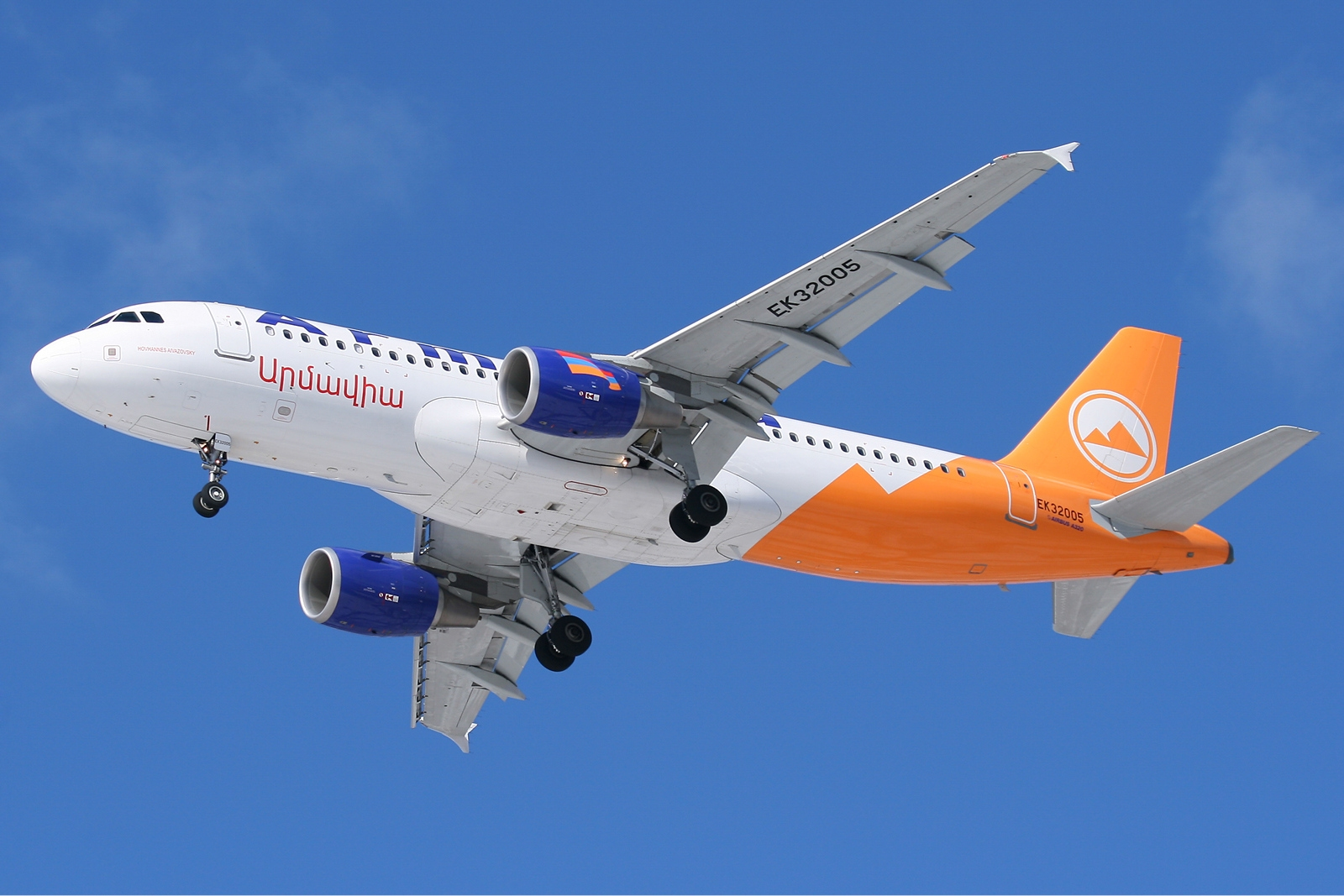
Ein Airbus A320-200 der Armavia

Zuletzt besaß Armavia acht Flugzeuge:
- 1 Airbus A320-200
- 3 Boeing 737-500
- 3 Bombardier CRJ200
- 1 Jakowlew Jak-42D

## Zwischenfälle
Armavia verzeichnete in ihrer Geschichte zwei Zwischenfälle:
- Am 3. Mai 2006 stürzte um 2:15 Uhr Ortszeit ein Airbus A320-200, Armavia Flug 967 aus Jerewan kommend, beim Landeanflug auf den Flughafen Sotschi ins Schwarze Meer. Alle 113 Menschen an Bord, darunter 6 Kinder und 8 Crewmitglieder kamen ums Leben. Laut dem offiziellen Unfallbericht verlor der Pilot bei einem angeordneten Landeabbruch aufgrund einer erhöhten Stresssituation wegen schlechten Wetters, der Dunkelheit und des Zeitdrucks die Orientierung und steuerte das Flugzeug in einen Absturz (siehe auch Armavia-Flug 967).

- In der Nacht vom 4. auf den 5. Mai 2006 brannten in einem Hangar der Sabena Technics auf dem Brüsseler Flughafen vier Flugzeuge aus, darunter ein Airbus A320-200 der Armavia. Damit hatte die Fluggesellschaft innerhalb von zwei Tagen zwei Flugzeuge verloren.